# Mychocerinus arizonensis
Mychocerinus arizonensis är en skalbaggsart som först beskrevs av Lawrence och Christian Friedrich Stephan 1975.  Mychocerinus arizonensis ingår i släktet Mychocerinus och familjen gångbaggar. Inga underarter finns listade i Catalogue of Life.